# Geografija Brazilije
Država Brazilija zavzema približno polovico Južne Amerike in meji na Atlantski ocean. Brazilija pokriva skupno površino 8.514.215 km², ki vključuje 8.456.510 km² kopnega in 55.455 km² vode. Najvišja točka v Braziliji je Pico da Neblina z 2994 m. Brazilija meji na države Argentino, Bolivijo, Kolumbijo, Gvajano, Paragvaj, Peru, Surinam, Urugvaj, Venezuelo in Francosko Gvajano.
Velik del podnebja je tropskega, na jugu pa razmeroma zmerno. Največja reka v Braziliji in druga najdaljša reka na svetu je Amazonka.

## Velikost in geografska lega
Brazilija zavzema večino vzhodnega dela južnoameriške celine in njenega geografskega osrčja ter različne otoke v Atlantskem oceanu. Edine države na svetu, ki so večje, so Rusija, Kanada, Kitajska in ZDA. Državno ozemlje se razprostira na 4397,53 km od severa proti jugu (5°16'10" S do 33°45'03" J zemljepisne širine) in 4320,53 km od vzhoda proti zahodu (34°47'35 V do 73°58'59" Z zemljepisne dolžine). Zajema štiri časovne pasove, od katerih je najzahodnejši enakovreden vzhodnemu standardnemu času v Združenih državah. Časovni pas glavnega mesta (Brasilia) in najbolj naseljenega dela Brazilije ob vzhodni obali (UTC-3) je dve uri pred vzhodnim standardnim časom. Atlantski otoki so v najbolj vzhodnem časovnem pasu.
Brazilija ima arhipelag Fernando de Noronha, ki je 350 kilometrov severovzhodno od njenega 'roga', in več majhnih otokov in atolov v Atlantiku - Abrolhos, Atol das Rocas, Penedos de São Pedro e São Paulo, Trindade in Martim Vaz. V zgodnjih 1970-ih je Brazilija zahtevala teritorialno morje, ki se razteza 362 kilometrov od obale države, vključno z obalami otokov.
Na brazilski vzhodni obali se atlantska obala razteza na 7367 kilometrov. Na zahodu, v vrstnem redu urinega kazalca od juga, ima Brazilija 15.719 kilometrov meja z Urugvajem, Argentino, Paragvajem, Bolivijo, Perujem, Kolumbijo, Venezuelo, Gvajano, Surinamom in Francosko Gvajano (čezmorski departma Francije). Edini južnoameriški državi, s katerima Brazilija nima meja, sta Čile in Ekvador. Nekaj kratkih odsekov je pod vprašajem, vendar pravih večjih mejnih sporov z nobeno od sosednjih držav ni. Brazilija ima 10. največjo izključno gospodarsko cono s 3.830.955 km².
Brazilija ima šest glavnih ekosistemov: Porečje Amazonke, sistem tropskega deževnega gozda; Pantanal, ki meji na Paragvaj in Bolivijo, sistem tropskih mokrišč; Cerrado, savanski sistem, ki pokriva velik del središča države; habitat Caatinga ali trnasto grmičevje na severovzhodu; Atlantski gozd (Mata Atlântica), ki se razteza vzdolž celotne obale od severovzhoda proti jugu; in pampo ali rodovitne nižinske planote skrajnega juga.

## Geologija, geomorfologija in hidrologija
V nasprotju z Andi, ki so se v sorazmerno nedavnem obdobju dvignili do višine skoraj 7000 metrov in obrnili smer toka Amazonke od zahoda proti vzhodu, je brazilska geološka formacija zelo stara. Predkambrijski kristalinski ščiti pokrivajo 36 % ozemlja, zlasti njegovo osrednje območje. Dramatične granitne gore kot je Sladkorna glava v mestu Rio de Janeiro so primer terena brazilskih ščitastih območij, kjer je celinska podzemna skala v desetinah milijonov let erozije izklesana v visoke kupole in stebre, ki se jih ni dotaknila gradnja gora dogodkov.
Glavna gorska območja so povprečno visoka nekaj manj kot 2000 metrov. Pogorje Serra do Mar objema atlantsko obalo, pogorje Serra do Espinhaço, največje po površini, pa se razteza skozi južni osrednji del države. Najvišje gore so med drugim v pogorjih Tumucumaque, Pacaraima in Imeri, ki prečkajo severno mejo z Gvajanami in Venezuelo.
Poleg gorskih verig (približno 0,5 % države je nad 1200 m ali 3937 čevljev) Brazilsko višavje vključuje prostrano osrednjo planoto (Planalto Central). Neenakomeren teren planote ima povprečno nadmorsko višino 1000 metrov. Preostalo ozemlje sestavljajo predvsem sedimentne kotline, od katerih največjo odmaka Amazonka in njeni pritoki. Od celotnega ozemlja je 41 % v povprečju nižjih od 200 metrov nadmorske višine. Obalno območje je znano po tisočih kilometrih tropskih plaž, prepredenih z mangrovami, lagunami in sipinami, pa tudi po številnih koralnih grebenih. Nedavna globalna analiza daljinskega zaznavanja je tudi nakazala, da je bilo v Braziliji 5389 km² plimovanja, zaradi česar je bila 7. uvrščena država glede na to, koliko plimovanja se tam pojavi.
Državni morski park Parcel de Manuel Luís ob obali Maranhao varuje največji koralni greben v Južni Ameriki.
Brazilija ima enega najobsežnejših rečnih sistemov na svetu z osmimi velikimi porečji, ki se vsa izlivajo v Atlantski ocean. Dve od teh kotlin – Amazonka in Tocantins-Araguaia predstavljata več kot polovico celotne drenažne površine. Največji rečni sistem v Braziliji je Amazonka, ki izvira v Andih in prejema pritoke iz porečja, ki pokriva 45,7 % države, predvsem na severu in zahodu. Glavni rečni sistem Amazonke je os Amazonas-Solimões-Ucayali (6762 km dolga reka Ucayali je perujski pritok), ki teče od zahoda proti vzhodu. Skozi Amazonsko kotlino teče ena petina svetovne sladke vode. Skupaj 3615 kilometrov Amazonke je na brazilskem ozemlju. Na tej razdalji voda pade le za približno 100 metrov. Glavni pritoki na južni strani so od zahoda proti vzhodu Javari, Juruá, Purus (vsi trije se izlivajo v zahodni del Amazonskega porečja, imenovan Solimões), Madeira, Tapajós, Xingu in Tocantins. Na severni strani so največji pritoki Branco, Japurá, Jari in Rio Negro. Prej omenjeni pritoki nosijo več vode kot Misisipi (njen pretok je manj kot ena desetina Amazonke). Amazonka in nekateri njeni pritoki, imenovani 'bele' reke, vsebujejo bogate usedline in hidrobiološke elemente. Črno-bele in bistre reke, kot so Negro, Tapajós in Xingu, imajo bistro (zelenkasto) ali temno vodo z malo hranilnimi snovmi in malo usedline.
V Amazonskem porečju so nizka razvodja povzročila spajanje rečnih voda. Poznamo bifurkacijo reke Casiquiare, ki spaja porečji Amazonke in Orinoka.
Glavni rečni sistem na severovzhodu je São Francisco, ki teče 1609 kilometrov severovzhodno od južne osrednje regije. Njeno porečje pokriva 7,6 % državnega ozemlja. Samo 277 kilometrov spodnjega toka reke je plovnih za oceanske ladje. Sistem Parana pokriva 14,5 % države. Paraná teče proti jugu med porečjem Río de la Plata in doseže Atlantik med Argentino in Urugvajem. Povirje Paragvaja, glavnega vzhodnega pritoka Parane, sestavljajo Pantanal, največje mokrišče na svetu, ki pokriva kar 230.000 kvadratnih kilometrov.
Pod njihovim spustom iz visokogorja so številni pritoki Amazonke plovni. Gorvodno imajo običajno brzice ali slapove, čolni in barke pa se morajo soočiti tudi s peščenimi gredami, drevesi in drugimi ovirami. Kljub temu je Amazonka plovna z oceanskimi ladjami do 3885 kilometrov gorvodno in doseže Iquitos v Peruju. Rečni sistem Amazonke je bil glavna dostopna pot, dokler nove ceste niso postale pomembnejše. Projekti hidroelektrarn so Jez Itaipu v Parani z 12.600 MW; Jez Tucurui v državi Pará s 7746 MW; in Hidroelektrarna Paulo Afonso v Bahii s 3986 MW.

### Naravni viri
Naravni viri so: boksit, zlato, železova ruda, mangan, nikelj, fosfati, platina, kositer, glina, redki zemeljski elementi, uran, nafta, hidroelektrarne in les.

## Reke in jezera
Po podatkih organov brazilske vlade je v Braziliji 12 glavnih hidrografskih regij. Sedem od teh je porečij, poimenovanih po glavnih rekah; ostalih pet je skupin različnih porečij na območjih, ki nimajo prevladujoče reke.
- 7 hidrografskih regij, poimenovanih po prevladujočih rekah:
  - Porečje Amazonke
  - Paragvaj (reka)
  - Parana
  - Parnaíba
  - São Francisco
  - Tocantins
  - Urugvaj (reka)
- 5 obalnih hidrografskih regij, ki temeljijo na regionalnih skupinah manjših porečij (navedenih od severa proti jugu):
  - Atlântico Nordeste Ocidental (zahodni severovzhodni Atlantik)
  - Atlântico Nordeste Oriental (vzhodni severovzhodni Atlantik)
  - Atlântico Leste (vzhodni Atlantik)
  - Atlântico Sudeste (jugovzhodni Atlantik)
  - Atlântico Sul (Južni Atlantik)

Reka Amazonka je najširša in druga najdaljša reka (za Nilom) na svetu. Ta ogromna reka odmaka večji del svetovnih deževnih gozdov. Druga velika reka, Paraná, izvira v Braziliji. Tvori mejo med Paragvajem in Argentino, nato pa se vije skozi Argentino in v Atlantski ocean, vzdolž južne obale Urugvaja.

## Tla in vegetacija
Tropska tla v Braziliji proizvedejo skoraj 210 milijonov ton žitnih pridelkov na leto s približno 70 milijonov hektarjev posevkov. Država ima tudi 5. največjo obdelovalno površino na svetu. Požigalništvo se tradicionalno uporablja tudi za odstranjevanje visoke, suhe in s hranili revne trave s pašnikov ob koncu sušne sezone. Dokler se mehanizacija ter uporaba kemičnih in genetskih vložkov nista povečali v obdobju intenzifikacije kmetijstva v 1970-ih in 1980-ih, se je sajenje in gojenje kavovca na splošno nenehno selilo naprej v nova ozemlja na zahodu in severu. Ta vzorec horizontalne ali ekstenzivne širitve je ohranil nizko raven tehnologije in produktivnosti ter dal poudarek na količino in ne na kakovost kmetijske proizvodnje.
Največje površine rodovitne zemlje, imenovane terra roxa (rdeča zemlja), so v zveznih državah Paraná in São Paulo. Najmanj rodovitna območja so v Amazonski kotlini, kjer je gost deževni gozd. Tla na severovzhodu so pogosto rodovitna, vendar jim primanjkuje vode, razen če jih namakajo umetno.
V 1980-ih so naložbe omogočile uporabo namakanja, zlasti v severovzhodni regiji in v zvezni državi Rio Grande do Sul, ki se je v 1970-ih preusmerila s paše na pridelavo soje in riža. Tla v savani so postala uporabna tudi za gojenje soje s korekcijo kislosti, gnojenjem, žlahtnjenjem rastlin in v nekaterih primerih namakanjem z razprševanjem. Ko se je kmetijstvo v moderniziralo, je rodovitnost tal postala manj pomembna za kmetijsko proizvodnjo kot dejavniki, povezani s kapitalskimi naložbami, kot so infrastruktura, mehanizacija, uporaba kemičnih vložkov, vzreja in bližina trgov. Posledično je moč širjenja meje oslabela.
Raznolikost podnebja, tal in drenažnih pogojev v Braziliji se odraža v razponu njenih vegetacijskih vrst. Amazonska kotlina in območja z močnimi padavinami vzdolž atlantske obale imajo tropski deževni gozd, sestavljen iz širokolistnih zimzelenih dreves. Deževni gozd lahko vsebuje kar 3000 vrst rastlinstva in živalstva na območju 2,6 kvadratnih kilometrov. Atlantski gozd naj bi imel celo večjo biološko raznovrstnost kot amazonski deževni gozd, ki kljub navidezni homogenosti vsebuje številne vrste vegetacije, od gozda z visokimi krošnjami do bambusovih nasadov.
Na polsušnem severovzhodu prevladuje caatinga, suho, gosto, trnato rastlinje. Večji del osrednje Brazilije je pokrit z gozdno savano, znano kot cerrado (redka grmičasta drevesa in trave, odporne na sušo), ki je po sredini 1970-ih postala območje kmetijskega razvoja. Na jugu (Sul) pokrivajo visokogorje iglavci (Brazilska okrasna smreka ali Araucaria angustifolia); travnik, podoben argentinski pampi, pokriva morsko gladino. Močvirje Mato Grosso (Pantanal Mato-grossense) je ravnica velikosti Floride v zahodnem delu Srednje-zahodne regije (Centro-Oeste). [1] Pokrito je z visokimi travami, grmovjem in široko razpršenimi drevesi, podobnim tistim v cerradu, in je v deževnem obdobju delno potopljeno.
Brazilija, ki je dobila ime po rdečkastem lesu - brazilski les (Paubrasilia echinata), je že dolgo znana po bogastvu svojih tropskih gozdov. Ti pa za svetovne trge niso tako pomembni kot azijski in afriški trgi, ki so se začeli izčrpavati šele v 1980-ih. Do leta 1996 je bilo posekanih več kot 90 % prvotnega Atlantskega gozda, predvsem za kmetijstvo, les pa je bil le malo uporabljen, razen araucarije v Parani.
Obratna situacija je obstajala v zvezi s krčenjem lesa v amazonskem deževnem gozdu, od katerega je bilo do leta 1994 posekanih približno 15 %, del preostalega pa je bil moten zaradi selektivne sečnje. Ker je amazonski gozd zelo heterogen, s stotinami lesnih vrst na hektar, obstaja precejšnja razdalja med posameznimi drevesi gospodarske vrednosti, kot sta mahagonij (Swietenia macrophylla) in pao pereira. Zato se ta vrsta gozda običajno ne poseka za pridobivanje lesa, temveč se poseka z visoko sortiranjem ali izborom najvrednejših dreves. Zaradi lian, sečnje in transporta njihovo odstranjevanje povzroči uničenje številnih drugih dreves, steljnik in novo rastje pa ustvarjata nevarnost gozdnih požarov, ki so v deževnih gozdovih sicer redki. Na ugodnih lokacijah, kot je Paragominas, v severovzhodnem delu države Pará, se je pojavil nov vzorec pridobivanja lesa: diverzifikacija in proizvodnja vezanih plošč sta pripeljala do gospodarske uporabe več kot 100 drevesnih vrst.
Od poznih 1980-ih sta hitro krčenje gozdov in obsežno požiganje v Braziliji pritegnila veliko mednarodno in nacionalno pozornost. Satelitske slike so pomagale dokumentirati in količinsko opredeliti krčenje gozdov ter požare, vendar je njihova uporaba povzročila tudi veliko polemik zaradi težav z opredelitvijo prvotne vegetacije, oblačnosti in obravnave sekundarne rasti ter ker se požari, kot je omenjeno zgoraj, lahko pojavijo na starih pašnikih namesto da bi označeval novo čiščenje. O javnih politikah, namenjenih spodbujanju trajnostnega upravljanja pridobivanja lesa, kot tudi trajnostne uporabe nelesnih gozdnih proizvodov (kot so guma, brazilski oreščki, sadje, semena, olja in vinska trta), so intenzivno razpravljali sredi devetdesetih let prejšnjega stoletja. Izkazalo pa se je, da je uresničevanje načel trajnostnega razvoja brez nepopravljive škode za okolje zahtevnejše kot vzpostavljanje mednarodnih sporazumov o njih.

## Podnebje
Čeprav je 90 % države v tropskem pasu, se podnebje Brazilije precej razlikuje od večinoma tropskega severa (ekvator prečka ustje Amazonke) do zmernih območij pod Kozorogovim povratnikom (23°27' J zemljepisne širine), ki prečka državo na zemljepisni širini mesta São Paulo. Brazilija ima pet podnebnih regij: ekvatorialno, tropsko, polsušno, visokogorsko tropsko in subtropsko.
Temperature vzdolž ekvatorja so visoke, v povprečju nad 25 °C, vendar ne dosežejo poletnih ekstremov do 40 °C v zmernih pasovih. V bližini ekvatorja je malo sezonskih sprememb, čeprav se lahko včasih dovolj ohladi, da lahko nosite jakno, zlasti v dežju. Na drugi skrajnosti države so pozimi (junij–avgust) zmrzali južno od Kozorogovega povratnika, v gorskih območjih, kot so Paraná, Rio Grande do Sul in Santa Catarina, pa je sneg. Temperature v mestih São Paulo, Belo Horizonte in Brasília so zmerne (običajno med 15 in 30 °C) kljub relativno nizki zemljepisni širini zaradi njihove nadmorske višine približno 1000 metrov. Rio de Janeiro, Recife in Salvador na obali imajo toplo podnebje s povprečnimi temperaturami od 23 do 27 °C, vendar uživajo v stalnih pasatnih vetrovih. Južni mesti Porto Alegre in Curitiba imata subtropsko podnebje, podobno tistemu v delih Združenih držav in Evrope, temperature pa lahko pozimi padejo pod ledišče.
Raven padavin se zelo razlikuje. Večji del Brazilije ima zmerne padavine med 1000 in 1500 milimetri na leto, pri čemer večina dežja pade pozimi (med decembrom in aprilom) južno od Ekvatorja. Območje Amazonije je razvpito vlažno, saj na splošno pade več kot 2000 milimetrov padavin na leto in doseže celo 3000 milimetrov v delih zahodne Amazonije in blizu Beléma. Manj splošno znano je, da ima amazonski deževni gozd kljub visokim letnim padavinam tri do petmesečno suho sezono, katere čas se razlikuje glede na lokacijo severno ali južno od ekvatorja.
Visoke in razmeroma redne ravni padavin v Amazoniji so v močnem nasprotju s suhostjo polsušnega severovzhoda, kjer je padavin malo in so hude suše v ciklih, ki v povprečju trajajo sedem let. Severovzhod je najbolj suh del države. Regija je tudi najbolj vroč del Brazilije, kjer so bile med sušnim obdobjem med majem in novembrom zabeležene temperature nad 38 °C. Vendar pa sertão, regija polpuščavske vegetacije, ki se uporablja predvsem za rejo z nizko gostoto, postane zelena, ko je dež. Večji del osrednjega zahoda ima od 1500 do 2000 milimetrov dežja na leto, z izrazito suho sezono sredi leta, medtem ko na jugu in večji del leta ni izrazite sušne sezone.

## Geografske regije
26 brazilskih zveznih držav in zvezno okrožje (Distrito Federal) je konvencionalno razdeljenih na pet regij: sever (Norte), severovzhod (Nordeste), jugovzhod (Sudeste), jug (Sul) in center-zahod (Centro-Oeste). Leta 2015 je bilo 5570 občin (municípios), ki imajo občinske uprave. Številne občine, ki so primerljive z okrožji ZDA, so nato razdeljene na okrožja (distritos), ki nimajo politične ali upravne avtonomije. Leta 2015 je bilo 10.424 okrajev. Vsi občinski in okrožni sedeži, ne glede na velikost, se uradno štejejo za mestne. Zgolj statistično so bile občine leta 1990 razvrščene v 558 mikroregij, te pa so sestavljale 137 mezoregij. To združevanje je spremenilo prejšnjo mikroregionalno delitev, vzpostavljeno leta 1968, delitev, ki je bila uporabljena za predstavitev popisnih podatkov za leta 1970, 1975, 1980 in 1985.
Vsaka od petih glavnih regij ima poseben ekosistem. Upravne meje pa ne sovpadajo nujno z ekološkimi mejami. Poleg razlik v fizičnem okolju se vzorci gospodarske dejavnosti in poselitve prebivalstva med regijami zelo razlikujejo. Spodaj so povzete glavne ekološke značilnosti vsake od petih glavnih regij, pa tudi njihove glavne družbenoekonomske in demografske značilnosti.

### Center-zahod
Središče-zahod sestavljajo države Goiás, Mato Grosso, Mato Grosso do Sul (ločeno od Mato Grossa leta 1979) in zvezno okrožje Brazilija, kjer je glavno mesto države. Do leta 1988 je država Goiás vključevala območje, ki je nato postalo država Tocantins na severu.
Center-zahod ima 1.612.077 kvadratnih kilometrov in pokriva 18,9 % državnega ozemlja. Njegov glavni biom je cerrado, tropska savana, v kateri je naravno travišče delno prekrito z zvitimi grmi in majhnimi drevesi. Cerrado se je v preteklosti uporabljal za rejo goveda z nizko gostoto, zdaj pa se uporablja tudi za pridelavo soje. Ob rekah in potokih so galerijski gozdovi in nekaj večjih gozdnih površin, ki so večinoma izkrčene za poljedelstvo in živinorejo. Na severu se cerrado zlije s tropskim gozdom. Vključuje tudi mokrišča Pantanal na zahodu, znana po divjih živalih, zlasti vodnih pticah in kajmanih. V zgodnjih 1980-ih je bilo 33,6 % regije spremenjeno s človekovimi dejavnostmi, z nizkim 9,3 % v Mato Grossu in visokim 72,9 % v Goiásu (brez Tocantins). Leta 1996 je regija Center-zahod imela 10,2 milijona prebivalcev ali 6 % celotnega prebivalstva Brazilije. Povprečna gostota je nizka, s koncentracijami v in okoli mest Brasilia, Goiânia, Campo Grande in Cuiabá. Življenjski standard je pod državnim povprečjem. Leta 1994 so bili najvišji v zveznem okrožju z dohodkom na prebivalca 7089 USD (najvišji v državi), najnižji pa v Mato Grossu z 2268 USD.

### Severovzhod
Devet držav, ki sestavljajo severovzhod, je Alagoas, Bahia, Ceará, Maranhão, Paraíba, Pernambuco, Piauí, Rio Grande do Norte in Sergipe. Otočje Fernando de Noronha (prej zvezno ozemlje Fernando de Noronha, zdaj del države Pernambuco) je prav tako vključeno v severovzhod.
Severovzhod s 1.561.178 kvadratnimi kilometri pokriva 18,3 % nacionalne koncentracije podeželskega prebivalstva in njegov življenjski standard je najnižji v Braziliji. Leta 1994 je imel Piauí najnižji dohodek na prebivalca v regiji in državi, le 835 USD, medtem ko je imel Sergipe najvišji povprečni dohodek v regiji s 1958 USD.

### Sever
Ekvatorialni sever, znan tudi kot Amazonija ali Amazônia, vključuje od zahoda proti vzhodu zvezne države Rondônia, Acre, Amazonas, Roraima, Pará, Amapá in od leta 1988 Tocantins (ustvarjen iz severnega dela države Goiás, ki je v center-zahod). Rondônia, prej zvezno ozemlje, je leta 1986 postala država. Nekdanji zvezni ozemlji Roraima in Amapá sta bili leta 1988 povišani v državo.
S 3.869.638 kvadratnimi kilometri je sever največja regija v državi, ki pokriva 45,3 % državnega ozemlja. Glavni biom regije je vlažni tropski gozd, znan tudi kot deževni gozd, dom nekaterih najbogatejših bioloških raznovrstnosti na planetu. Sever je služil kot vir gozdnih proizvodov, od 'domačih drog' (kot so sarsaparilla, kakav, cimet in želvino maslo) v kolonialnem obdobju do kavčuka in brazilskih oreščkov v novejšem času. Sredi 20. stoletja so postali pomembnejši negozdni proizvodi iz rudarstva, poljedelstva in živinoreje, v 1980-ih se je razmahnila lesna industrija. Leta 1990 je veljalo, da je 6,6 % ozemlja regije spremenjeno zaradi antropičnega (človeškega) delovanja, z državno podporo, ki so se gibale od 0,9 % v Amapá do 14,0 % v Rondôniji.
Leta 1996 je imel sever 11,1 milijona prebivalcev, le 7 % celotnega nacionalnega števila. Vendar pa je njen delež v brazilskem skupnem seštevku hitro narasel v 1970-ih in zgodnjih 1980-ih zaradi medregionalnih migracij in visokih stopenj naravnega prirasta. Največje koncentracije prebivalstva so v vzhodni državi Pará in v Rondôniji. Večji mesti sta Belém in Santarém v Paráju ter Manaus v Amazonasu. Življenjski standard je pod državnim povprečjem. Najvišji dohodek na prebivalca, 2888 USD, v regiji leta 1994 je bil v Amazonasu, medtem ko je bil najnižji, 901 USD, v Tocantinsu.

### Jugovzhod
Jugovzhod sestavljajo štiri zvezne države Espírito Santo, Minas Gerais, Rio de Janeiro in São Paulo. Njegova skupna površina 927.286 kvadratnih kilometrov ustreza 10,9 % državnega ozemlja. Regija ima največji delež prebivalstva v državi, 63 milijonov leta 1991 ali 39 % celotnega nacionalnega prebivalstva, predvsem zaradi notranjih migracij od sredine 19. stoletja do 1980-ih. Poleg gostega mestnega omrežja vsebuje megamesti São Paulo in Rio de Janeiro, ki sta imeli leta 1991 18,7 milijona oziroma 11,7 milijona prebivalcev v metropolitanskih območjih. Regija združuje najvišji življenjski standard v Braziliji z žepi mestne revščine. Leta 1994 se je São Paulo ponašal s povprečnim dohodkom 4666 ameriških dolarjev, medtem ko je Minas Gerais poročal le o 2833 ameriških dolarjih.
Prvotno je bil glavni biom na jugovzhodu Atlantski gozd, vendar je do leta 1990 ostalo manj kot 10 % prvotnega gozdnega pokrova zaradi krčenja za kmetijstvo, živinorejo in pridelavo oglja. Antropna dejavnost je spremenila 79,7 % regije, od 75 % v Minas Geraisu do 91,1 % v Espírito Santo. Regija ima večino brazilske industrijske proizvodnje. Sama država São Paulo predstavlja polovico industrije v državi. Kmetijstvo, ki je tudi zelo močno, se je diverzificiralo in zdaj uporablja sodobno tehnologijo.

### Jug
Tri zvezne države na zmernem jugu: Paraná, Rio Grande do Sul in Santa Catarina pokrivajo 577.214 kvadratnih kilometrov ali 6,8 % državnega ozemlja. Prebivalstvo juga leta 1991 je bilo 23,1 milijona ali 14 % celotnega prebivalstva v državi. Regija je skoraj tako gosto poseljena kot jugovzhod, vendar je prebivalstvo bolj koncentrirano ob obali. Večji mesti sta Curitiba in Porto Alegre. Prebivalci juga uživajo relativno visok življenjski standard. Zaradi svoje industrije in kmetijstva je imela Paraná najvišji povprečni dohodek leta 1994, 3674 ameriških dolarjev, medtem ko je imela Santa Catarina, dežela malih kmetov in malih industrij, nekoliko manj, 3405 ameriških dolarjev.
Poleg Atlantskega gozda in vlažnih gozdov Araucaria, katerih večina je bila izkrčena v obdobju po drugi svetovni vojni, najjužnejši del Brazilije vsebuje urugvajsko savano, ki sega v Argentino in Urugvaj. Leta 1982 je bilo 83,5 % regije spremenjeno zaradi človekove dejavnosti, z najvišjo stopnjo (89,7 %) v Rio Grande do Sul in najnižjo (66,7 %) v Santa Catarini. Kmetijstvo – katerega velik del, kot je proizvodnja riža, izvajajo mali kmetje – ima visoko stopnjo produktivnosti. Obstaja tudi nekaj pomembnih industrij.